# Humanoid (album de Tokio Hotel)
Pour les articles homonymes, voir Humanoid.
Albums de Tokio Hotel
Scream
(2007) Humanoid City Live
(2010)
Humanoid (·H·U·M·A·N·O·I·D·) est le quatrième album studio du groupe allemand Tokio Hotel, sorti le 2 octobre 2009. L'album mêle une fusion entre la musique électronique et le rock.

## Différentes versions
L'album sortira sous plusieurs versions :

### Édition Standard
- Édition standard de l'album
- Un boitier cristal

### Édition Deluxe
- L'album en digipack avec un livret incluant des photos inédites
- Un DVD bonus (Avec galerie photo)
- Un jeu de Karaoké

### Fan Pack
- L'album en digipack avec un livret incluant des photos inédites
- Un DVD bonus (Avec galerie photo)
- Un jeu de Karakoé
- Un drapeau Tokio Hotel
- Le tout dans une belle boite
  - Edition Limitée

### Version Best Buy
- CD 1 : Album Deluxe en Anglais (16 chansons)
- CD 2 : Les 12 chansons de la version standard allemande[2]

### Version iTunes
- Les chansons bonus : Down on You et Attention, cette dernière seulement en précommande[3]

### Version Hot Topic
- Les 12 chansons de la version standard anglaise.
- La chanson bonus : In your Shadow[3]

(Aucune information trouvée disant que c'était la même chose pour la version allemande)

## Promo
La promo est le moyen majeur de vendre cet album, voici les moyens utilisés par Tokio Hotel :
- Tokio Hotel poste fréquemment des messages vidéos sur MTV.com, et sur leur chaîne YouTube pour tenir au courant les fans de l'avancement de cet album.
- Tokio Hotel a organisé un mini-show privé à Cologne en Allemagne le 27 août 2009 afin de promouvoir l'album et le single, qui lui a été joué en live.
- Le groupe a tourné un photoshoot pour la pochette de l'album, c'est un photoshoot futuriste.
- Le groupe est passé dans de nombreux pays :

| Lieu de Promo       | Ville     | Pays       | Date              |
| ------------------- | --------- | ---------- | ----------------- |
| Show Privé          | Cologne   | Allemagne  | 27 août 2009      |
| Presse              | Paris     | France     | 2 septembre 2009  |
| NRJ (Le 6/9 +MIKL)  | Paris     | France     | 3 septembre 2009  |
| Presse              | Paris     | France     | 4 septembre 2009  |
| Le 6/9              | Stockholm | Suède      | 8 septembre 2009  |
| Elämä Lapselle      | Helsinki  | Finlande   | 9 septembre 2009  |
| Coca Cola Live      | Milan     | Italie     | 26 septembre 2009 |
| Presse              | Milan     | Italie     | 27 septembre 2009 |
| Presse              | Madrid    | Espagne    | 28 septembre 2009 |
| Presse              | Madrid    | Espagne    | 29 septembre 2009 |
| X-Factor            | Milan     | Italie     | 30 septembre 2009 |
| Viva Live!          | Berlin    | Allemagne  | 2 octobre 2009    |
| Wetten Dass         | Berlin    | Allemagne  | 3 octobre 2009    |
| MTV Day             | Athènes   | Grèce      | 9 octobre 2009    |
| On n'est pas couché | Paris     | France     | 14 octobre 2009   |
| Le Grand Journal    | Paris     | France     | 15 octobre 2009   |
| The Alexa Show      | New York  | États-Unis | 19 octobre 2009   |

## Informations / Historique
Dans une interview sur le DVD Tokio Hotel TV – Caught on Camera. Le groupe précise qu'il voudrait essayer de nouvelles sonorités, explorer de nouveaux horizons, inclure de nouveaux style comme le hip-hop, la dance. Bill aimerait faire un duo sur un des morceaux de l'album.
Outre les quatre producteurs habituels des deux précédents albums, (Peter Hoffmann, Pat Benzner, Dave Roth, et David Jost) le nouvel album comportera plusieurs chansons faites par d'autres producteurs, comme ceux d'Avril Lavigne, de Shakira ou de Britney Spears.
- The Matrix est une équipe de parolier et de producteurs composée de Scott Spock, Lauren Christy et Graham Edwards qui a travaillé avec Avril Lavigne, Christina Aguilera, Britney Spears et Körn avant de rejoindre Tokio Hotel pour la réalisation de 8 chansons du nouvel album. « Nous sommes en train de travailler sur l'album de Tokio Hotel. Nous avons fait huit chansons pour le disque. » révèle Lauren Christy. « J'adore la voix du chanteur et le fait que les musiciens jouent de leurs propres instruments. C'est un vrai groupe presque parfait et avec un beau look - ils sont très sombres. » (Source : MTV)

- Desmond Child, le parolier et producteur américain le plus célèbre, qui a déjà écrit pour Aerosmith et les Jonas Brothers, a annoncé sur son site officiel qu'il travaillait avec Tokio Hotel. Toutefois, la phrase a été retirée du site officiel... on n'en sait pas plus[5].

- Sur le DVD Tokio Hotel TV – Caught on Camera, dans le chapitre 6, on peut apercevoir Bill, le chanteur, chanter un extrait d'une des chansons : Mein Herz kämpft gegen mich, wie ein Alien in mir (en français Mon cœur lutte contre moi, comme un alien en moi)[6]. On retrouvera cet extrait de chanson sur l'album sur la chanson Alien (version allemande). On entend également un court extrait de deux nouvelles mélodies jouée par Tom, à la fin du chapitre 4, et le nom d'une nouvelle chanson dont Georg parle lors de la 5e partie des interviews : Schweig (en français Tais-toi), sur laquelle il ferait, semble-t-il, des chœurs. Cette confusion est due à une erreur de traduction du DVD. En effet, Georg disait seulement que c'était lui qui disait Und Jetzt Schweig dans la chanson Schrei, issue du premier album.

- Deux extraits de chansons en anglais (Pain of Love et The Dark Side of The Sun) ont été trouvés sur le net avant la sortie de l'album. Cela serait deux pistes volées du studio américain: CherryTree Records.

- Certifications (ce qui ne correspond pas aux ventes physiques, mais aux précommandes des disquaires):

Disque de Platine   Italie
Disque d'Or  Allemagne,  France,  Belgique,  Grèce,  Portugal,  Espagne,  Taïwan,  Suisse,  Argentine,  Équateur,  Malaisie et  Russie

## Singles

### Automatisch/Automatic
Le single Automatisch/Automatic est le premier extrait de l'album. Il est sorti le 21 septembre 2009.

### Lass uns Laufen/World behind my Wall
Le single Lass uns Laufen/World behind my Wall est le deuxième extrait de l'album. Il sortira le 18 janvier 2010.

### Sonnensystem/Darkside of the Sun
Le single Sonnensystem/Darkside of the Sun est le troisième single extrait de l'album. Il est simplement prévu comme single promotif mais un clip sera dévoilé le 24 juin 2010.

## Sortie
| Pays                                  | Date            |
| ------------------------------------- | --------------- |
| Allemagne, Autriche, Italie, Belgique | 2 octobre 2009  |
| France, Portugal, Espagne             | 5 octobre 2009  |
| États-Unis, Canada, Royaume-Uni       | 6 octobre 2009  |
| Lituanie, Finlande                    | 7 octobre 2009  |
| Suisse                                | 10 octobre 2009 |
| Taïwan                                | 29 janvier 2010 |

## Charts
| Pays                | Meilleure Position |
| ------------------- | ------------------ |
| Allemagne           | 1                  |
| Pérou               | 1                  |
| Italie              | 2                  |
| Espagne             | 2                  |
| Portugal            | 2                  |
| Europe              | 2                  |
| France              | 3                  |
| Lituanie            | 3                  |
| Belgique (Flandre)  | 6                  |
| Pays-Bas            | 6                  |
| Mexique             | 7                  |
| Autriche            | 8                  |
| Belgique (Wallonie) | 8                  |
| République tchèque  | 8                  |
| Suède               | 8                  |
| Finlande            | 9                  |
| Russie              | 9                  |
| Suisse              | 10                 |
| Monde               | 13                 |
| Norvège             | 16                 |
| Canada              | 20                 |
| Danemark            | 26                 |
| Hongrie             | 33                 |
| États-Unis          | 35                 |
| Nouvelle-Zélande    | 38                 |
| Grèce               | 38                 |
| Pologne             | 42                 |